# Drömspel
Drömspel är en norsk-svensk dramafilm från 1994.

## Handling
Guden Indras dotter (Agnes) besöker människorna på jorden för att ta reda på hur de har det och hur tillvaron där är inrättad.

## Om filmen
Förlaga till filmens manus är August Strindbergs pjäs Ett drömspel. Filmfotografen Harald Paalgard tilldelades 1994 års Guldbagge för bästa foto för filmatiseringen av pjäsen.

## Rollista
- Ingvild Holm - Agnes
- Bjørn Wilberg Andersen - advokaten
- Bjørn Sundquist - diktaren
- Lars-Erik Berenett - officeren
- Liv Ullmann - biljettförsäljerskan
- Bibi Andersson - Victoria
- Erland Josephson - den blinde mannen
- Espen Skjønberg - pappan
- Finn Schau - man i biografen
- Joachim Calmeyer - affischklistraren
- Svein Scharffenberg - barägaren
- Mona Hofland-  mamman
- Merete Moen - Kristin
- Eindride Eidsvold - den nygifte mannen
- Camilla Strøm Henriksen - den nygifta kvinnan

1. ↑  Svensk Filmdatabas, Svenska Filminstitutet, Svensk filmdatabas film-ID: 19817.[källa från Wikidata]